# Olga Chernyak
Olga Chernyak (Kiev, 30 luglio 1972) è un'ex schermitrice ucraina naturalizzata statunitense.

## Palmarès
In carriera ha conseguito i seguenti risultati:
per gli  Stati Uniti:
- Giochi Panamericani:

Mar del Plata 1995: argento nel fioretto a squadre.
| Controllo di autorità | VIAF (EN) 13452487 · ISNI (EN) 0000 0000 2231 8344 · GND (DE) 131816411 |